# Костопільська міська територіальна громада
Костопільська міська громада — територіальна громада в Україні, в Рівненському районі Рівненської области. Адміністративний центр — м. Костопіль.
Площа громади — 654,21 км² (2021), населення — 44 304 осіб (2020).

## Населені пункти
У складі громади 1 місто (Костопіль) і 29 сіл:
- Брюшків
- Велика Любаша
- Великий Мидськ
- Великий Стидин
- Волиця
- Гута
- Жалин
- Збуж
- Золотолин
- Комарівка
- Корчів'я
- Космачів
- Ледне
- Майдан
- Малий Мидськ
- Малий Стидин
- Мар'янівка
- Моквинські Хутори
- Олександрівка
- Осова
- Пеньків
- Підлужне
- Пісків
- Рокитне
- Рудня
- Тростянець
- Трубиці
- Яполоть
- Яснобір